# 2900 Happiness – The Soundtrack
2900 Happiness – Hits & More er et opsamlingsalbum tilhørende den danske TV3-dramaserie 2900 Happiness. Albummet blev udgivet i 2009 i forbindelse med seriens afslutning. Opsamlingen indeholder sange fra bl.a. Julie, Søren Bregendal, Joey Moe, Medina, Mads Langer, Johnny Deluxe og Aura mm. 
Seriens titelsang for alle 3 sæsoner var "Moments Bliss" af Julie. 
Albummet fik fire ud af seks stjerner på hjemmesiden kulturforunge.dk.

## Spor
1. Medina - "Velkommen til Medina"
2. Agnes - "Release Me"
3. David Guetta + Kelly Rowland - "when Love Takes over"
4. Basement Jaxx - "Raindrops"
5. Søren Bregendal - "Sacred when You´re Quiet"
6. Sanne Salomonsen - "Taxa"
7. Julie - "Moments Bliss"
8. Anna David - "Tæt På"
9. Joey Moe - "Yo-yo"
10. Aura - "Song for Sophie"
11. Søren Bregendal - "I Don´t Belong Here"
12. Johnny Deluxe - "Sindssyg"
13. Julie - "Wt Brændende Øjeblik"
14. Burhan G - "Who is He?"
15. Mads Langer - "The Last Flower"
16. Brinck - "Believe Again"
17. Søren Bregendal - "When I Fall"
18. The Loft - "I Really Want You"
19. Rasmus Seebach - "Engel"
20. Mariamatilde Band - "Mars & Venus"
21. Sukkerchok - "Besat"
22. Søren Bregendal - "Pop Rodeo"
23. As in Rebekkamaria - "She Lion" (Kasper Bjørke's Blush Remix)
24. Ufo Yepha - "Uendeligt Øjeblik"